# Maks Pleteršnik

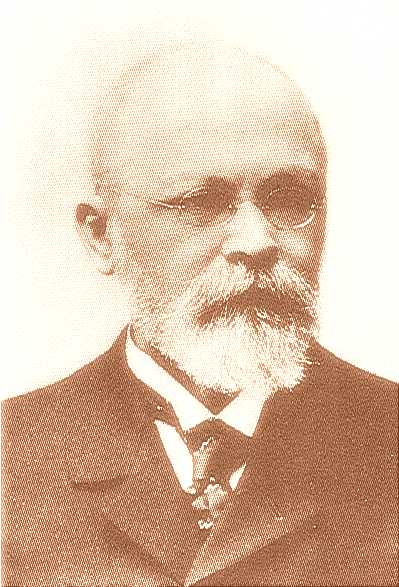
Maks Pleteršnik

Maks Pleteršnik (Màks Pletéršnik [maks plɛˈtɛːrʃnik], * 3. Dezember 1840 in Pišece (Gemeinde Brežice); † 13. September 1923 ebenda) war ein slowenischer klassischer Philologe, Slawist und Lexikograf. Sein slowenisch-deutsches Wörterbuch (Slovensko-nemški slovar, 1894/1895) war mit seinen ca. 110 000 Einträgen bis in die 2. Hälfte des 20. Jahrhunderts das umfassendste Wörterbuch der slowenischen Sprache und zugleich maßgebend für die slowenische Orthographie und Orthoepie.

## Leben
Maks Pleteršnik studierte Klassische Philologie und Slawistik an der Universität Wien, das er 1863 abschloss. Dort arbeitete er auch am Lexicon palaeoslovenico-graeco-latinum (Wien, 1862–1865) von Franz von Miklosich mit. Danach unterrichtete einige Jahre Latein, Altgriechisch und Slowenisch an Gymnasien in Maribor, Celje, Görz sowie Triest. Von 1871 bis 1900 lehrte er am Gymnasium in Ljubljana. 1899 wurde er Mitglied der Südslawischen Akademie.
Von 1893 bis 1895 redigierte er das zweibändige slowenisch-deutsche Wörterbuch. Hierfür stütze er sich auf die Materialsammlungen von Oroslav Caf, Franz von Miklosich, Janez Zalokar, Fran Levstik, die er mit eigenen Materialien aus Belletristik, Zeitungen und Fachliteratur anreicherte.
1921 wurde er Ehrenbürger von Ljubljana.

## Werke
- Slovo o polku Igorjevě, 1866 (Übersetzung aus dem Altrussischen)
- Slovenci ter Hrvati in Srbi, In: Slovanstvo, 1873
- Slovensko-nemški slovar, 2 Bände, 1894/1895